# Joseph-Nicolas Delisle

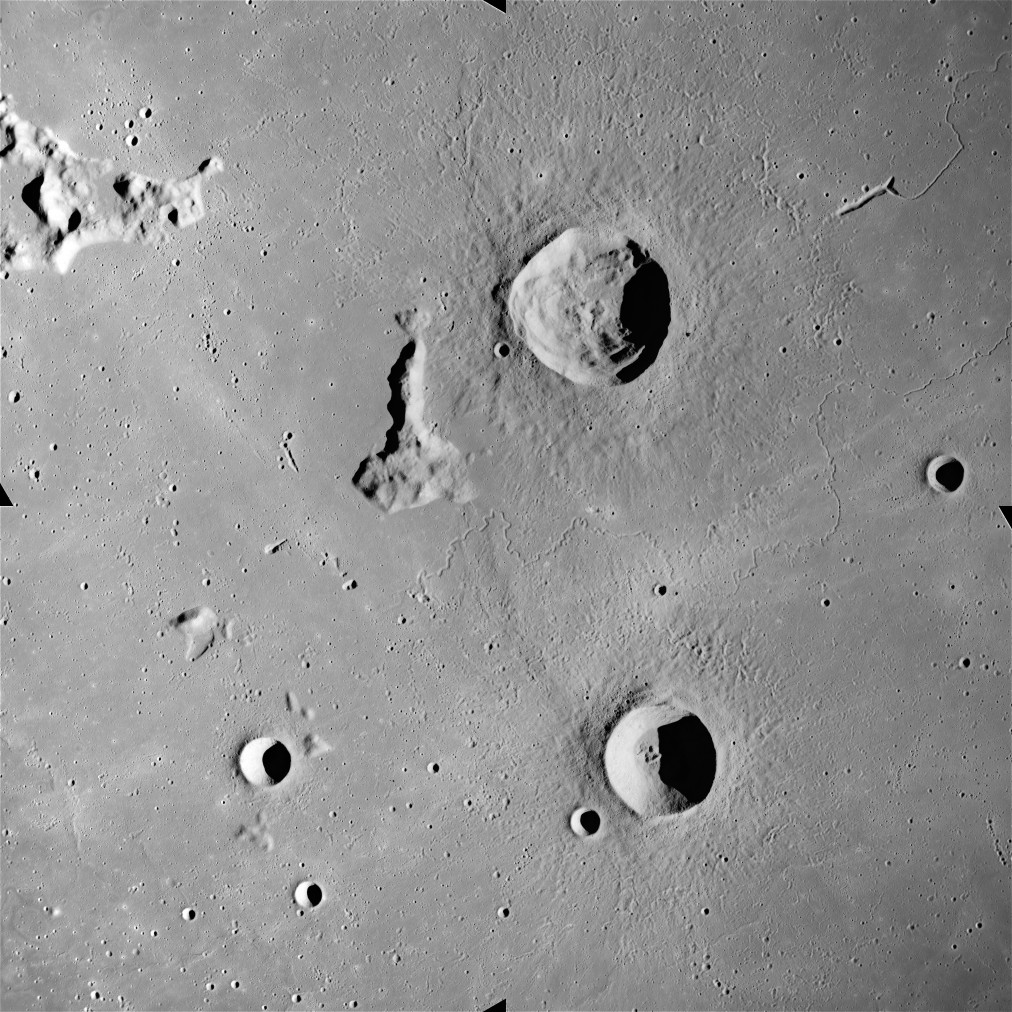
Krátery Delisle (nahoře) a Diophantus (dole)

Joseph-Nicolas Delisle (4. dubna 1688 Paříž – 11. září 1768 Paříž) byl francouzský astronom a kartograf.

## Život
Byl synem historika a geografa Clauda Delisleho a mladším bratrem kartografa Guillauma Delisleho.
Delisle byl od roku 1715 členem Akademie věd a v roce 1725 byl carem Petrem Velikým povolán do Petrohradu, kde založil astronomickou školu. Do Paříže se vrátil roku 1747. Zemřel chudý a zapomenut.

## Dílo
Roku 1738 napsal čtyřsvazkové dějiny astronomie. Je hlavně znám jako autor Delisleovy teplotní stupnice. Byl po něm pojmenován kráter na Měsíci.